# Phaeophilacris celisi
Phaeophilacris celisi är en insektsart som beskrevs av Lucien Chopard 1957. Phaeophilacris celisi ingår i släktet Phaeophilacris och familjen syrsor. Inga underarter finns listade i Catalogue of Life.